# Siedziba firmy Rockwell Automation i wieża zegarowa Allen-Bradley

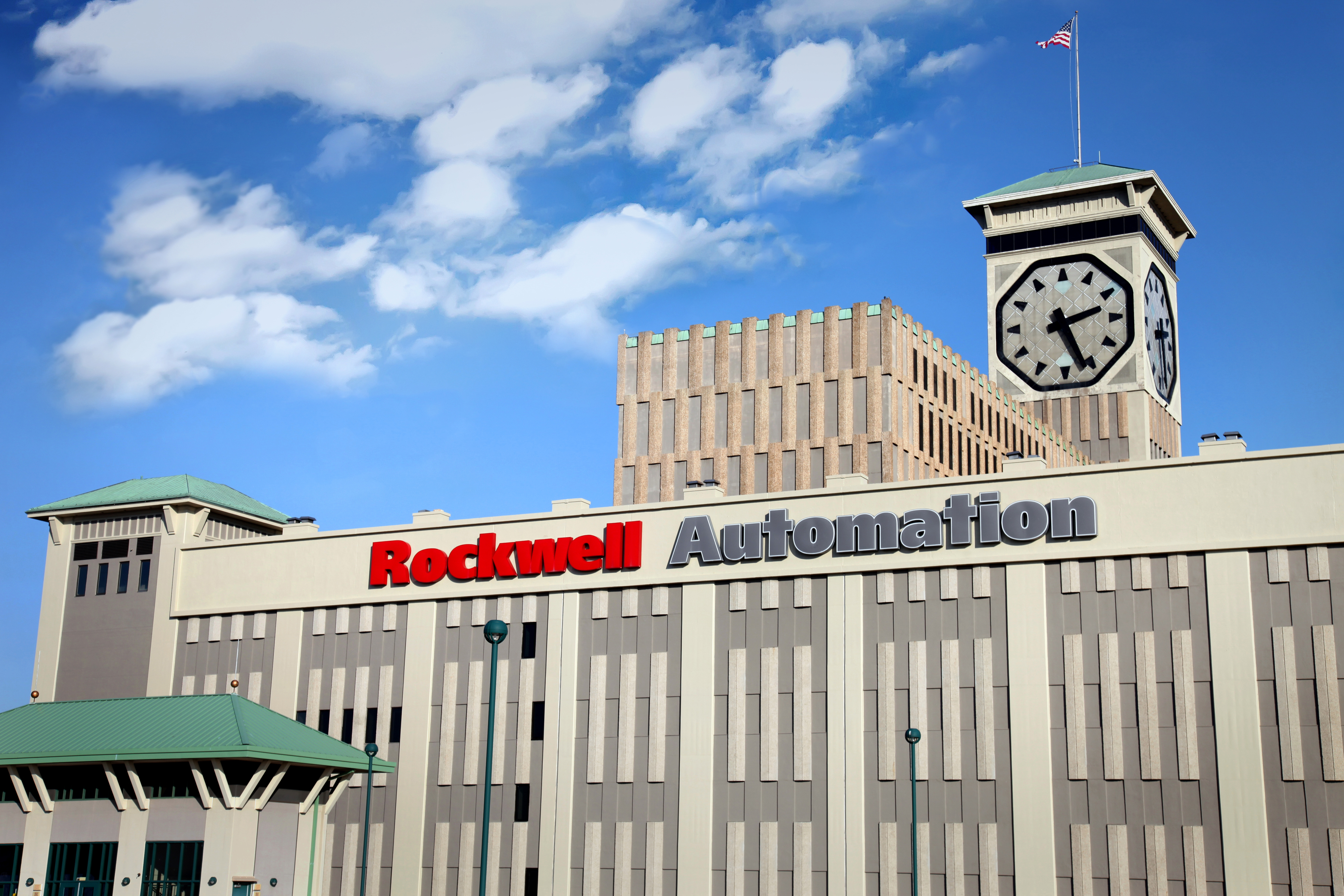
Siedziba firmy Rockwell Automation, 2010

Siedziba firmy Rockwell Automation – budynek biurowy w Milwaukee, w stanie Wisconsin (Stany Zjednoczone), pierwotnie znany jako budynek Allen-Bradley. Część kompleksu ma około 100 lat. Wieża zegarowa została ukończona w 1962 roku. Większość części zegara było zaprojektowane i zbudowane przez pracowników firmy Allen-Bradley. Aż do niedawna był to największy czterostronny zegar na świecie. Jest to największy czterostronny zegar na półkuli zachodniej. Przechodzi poważną renowację. Każda strona zegara jest podświetlana fluorescencyjnymi lampami potrzebującymi 35 kilowatów mocy.

## Wieża zegarowa
| Górny lewy róg:  | Metropolitan Life Insurance Company Tower            |

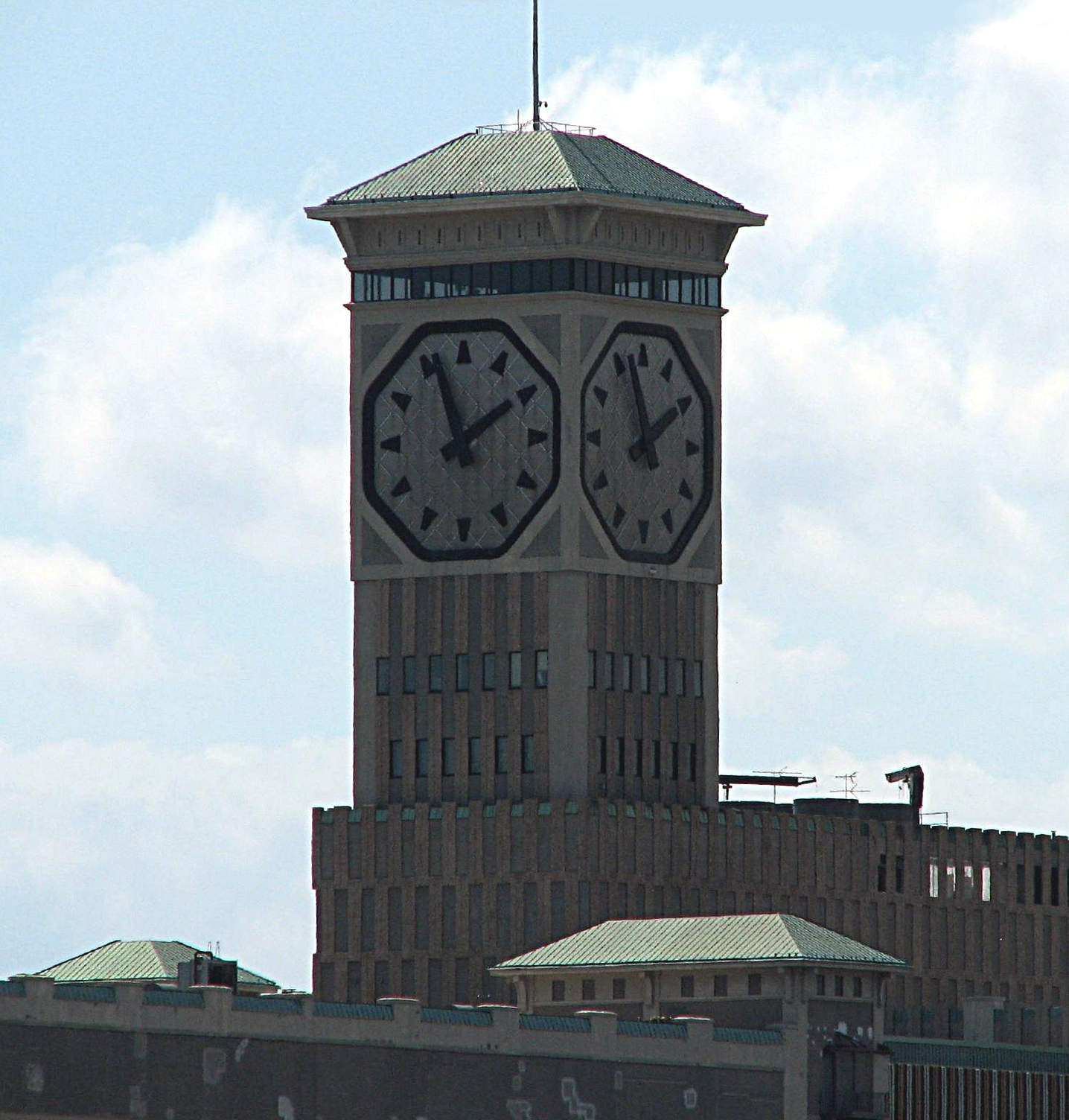
Wieża zegarowa, 2006

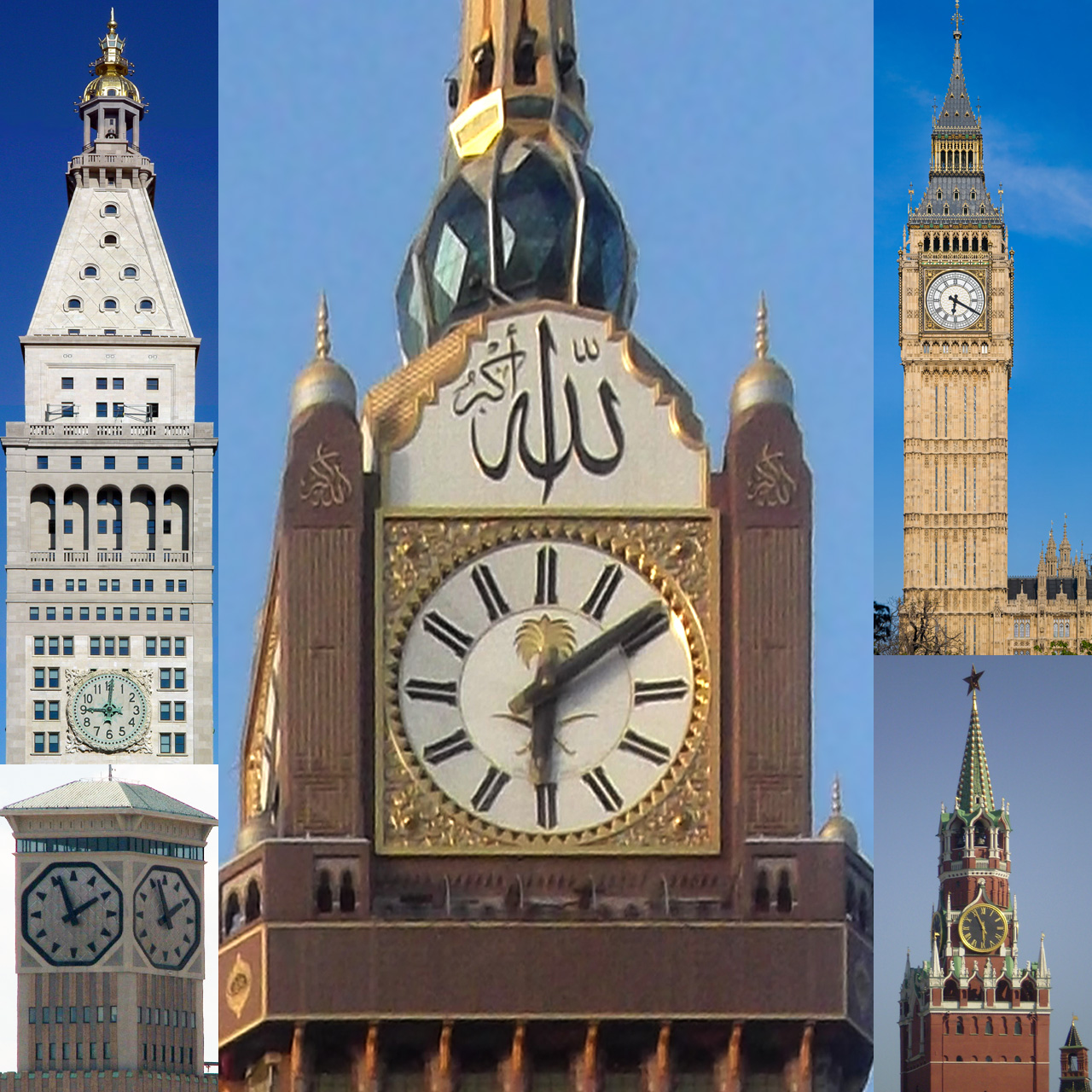
Porównanie wielkości kilku znanych zegarów wieżowych o 4 cyferblatach w tej samej skali.

| Dolny lewy róg:  | Wieża zegarowa Allen-Bradley (poprzedni rekordzista) |
| Środek:          | Abradż al-Bajt                                       |
| Górny prawy róg: | Zegar na wieży Pałacu Westminsterskiego              |
| Dolny prawy róg: | Zegar na wieży Spaskiej Kremla w Moskwie             |

Wieża zegarowa Allen-Bradley jest nazwana na cześć marki Allen-Bradley, która należy do firmy Rockwell Automation. Przez bardzo długi okres była ona punktem obserwacyjnym w Milwaukee. Zgodnie z księgą rekordów Guinnessa jest to: "Największy czterostronny zegar na dodatkowym budynku kompleksu biur i pomieszczeń poświęconych różnym projektom w firmie Allen-Bradley. Każda strona ma średnicę 40 stóp i 3-1/2 cali. Oddana została do użytku 31 października 1962 roku. Jest wzniesiona na poziom 283 stóp od ulic Milwaukee i wymaga zasilania 34.6 Kilowatów w celu działania i podświetlenia.
Oryginalny plan wzniesienia wieży zegarowej datuje się na rok 1959, kiedy pojawia się na wczesnych szkicach w proponowanym dodatku. Plany wykonał architekt Scott Fitzhugh i zawierały one kilka wież, z których tylko jedna miała zawierać zegar. Jednak plan ten został zmniejszony i tylko mała wieża została zachowana na istniejącym budynku i została zmodyfikowana, aby zawierać zewnętrzny termometr używający dużego cyfrowego wyświetlacza. Wzniesienie wieży było pomysłem Harry'ego Bradleya, młodszego z dwóch braci założycieli firmy. Jako wynalazca Bradley lubił majsterkować przy zegarkach, których był właścicielem.
Wieża zegarowa stoi na wysokości 283 stóp (86,26 metra).
Ponieważ ośmioboczne strony czterech zegarów są prawie dwa razy większe niż strony londyńskiego Big Bena, kuranty nie zostały nigdy dodane, aby pozwolić Big Benowi pozostać największym czterostronnym kurantowym zegarem na świecie. Tak naprawdę ten tytuł należał do zegara na ratuszu w mieście Minneapolis od 1909. Każda z godzinowych wskazówek wieży zegarowej Allen-Bradley ma 15,8 stóp i waży 490 funtów. Każda minutowa natomiast ma 20 stóp długości i waży 530 funtów. Znaczniki godzin są rozmieszczone, co 4 stopy.
Zegar został nazwany "The Polish Moon" – polskim księżycem odnosząc się do historycznie polskiej dzielnicy w której jest zbudowany i kościoła pod wezwaniem Św. Stanisława w Milwaukee, Wisconsin. W ostatnich latach był również nazywany "The Mexican Moon" – Meksykańskim księżycem odzwierciedlając zmianę w etnicznym składzie dzielnicy (chociaż obie nacje są dalej obecne). Jego podświetlane strony były używane, jako pomoc nawigacyjna na Jeziorze Michigan przez wielu marynarzy na przestrzeni lat z wyjątkiem kryzysu naftowego w 1973 roku, kiedy to zegar nie był podświetlany od listopada 1973 do czerwca 1974.
Wieża miała swoją prezentację na wyścigach NASCAR na samochodzie Mike'a Bliss'a w 2004 roku. Aby celebrować 100 lat relacji między Rockwell Automation a Allen-Bradley samochód z numerem 20 był pomalowany na czarno ze złotymi akcentami i logo na masce i panelach bocznych. Wieża zegarowa została umieszczona na przodzie auta przed obręczą koła.